# El rey Ezequías hace ostentación de sus riquezas a los legados del rey de Babilonia (Vicente López Portaña)
El rey Ezequías hace ostentación de sus riquezas a los legados del rey de Babiloniaes una obra del Barroco valencianodel autor Vicente López, la cual se puede encontrar hoy en día en el Museo de Bellas Artes de Valencia.

## Localización.
Vicente López Portaña fue un pintor valenciano nacido en 1772.  Con la obra El rey Ezequías haciendo ostentación de sus riquezas, consiguió con tan solo 17 años el premio de Primera Clase de Pintura organizado por la Real Academia de San Carlos de València al año 1789,  donde tuvo lugar una gran parte de su formación como artista , con grandes maestros como Antonio de Villanueva. El cuadro se encuentra actualmente en el Museo de Bellas Artes de València.

## Análisis formal y estilístico
Se trata de una composición figurativa hecha en óleo sobre lienzo. Podemos distinguir un total de once personajes en diferentes posiciones y situaciones, que respetan las proporciones naturales. En cuanto a la iluminación, diferenciamos un foco de luz principal procedente del lateral superior izquierdo, de un tono amarillento, que incide directamente sobre los tres personajes centrales, los cuales visten con lujosas indumentarias. Así mismo, la obra se puede dividir en tres sectores: la parte central donde encontramos estas tres figuras bien iluminadas, y las dos otras secciones contiguas a ésta, donde se presentan otros grupos de individuos menos detallados, que quedan en segundo plano. Predominan los colores cálidos, por tanto, destacan los tonos dorados y terrosos, que a la vez contrastan con las zonas de sombra, conseguidas a partir de matices violetas. No se puede decir que la obra es simétrica, aunque sí que mantiene un gran equilibrio por peso visual entre las partes del cuadro. La perspectiva se ha construido mediante el desenfoco y oscuridad de los personajes, que parecen irse difuminando con el fondo a medida que se alejan. Sobre la técnica, cabe destacar la falta de contornos aunque las figuras y objetos están perfectamente delimitados, gracias a una pincelada delicada y diluida propia de la pintura barroca.

## Aproximación al significado

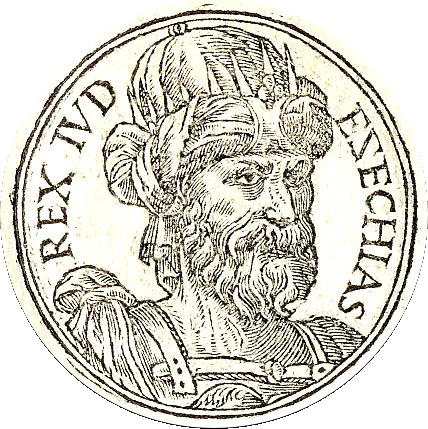
Rey Ezequías.

La obra representa una escena de un pasaje de la Biblia donde el rey Ezequías muestra sus riquezas al rey de Babilonia. El mismo Ezequías es el personaje que preside la escena. Fue un rey muy importante de Judá que gobernó durante un difícil periodo de Israel. Se le describe de la siguiente manera: “hizo el recto ante los ojos de Jehová, conforme a todas las cosas que había hecho su padre David” (2 Reyes 18:3).En esta escena el rey recibe la visita del rey de Babilonia acompañado de súbditos de su corte, los cuales le dan riquezas animándole y felicitándole luego de haber superado una enfermedad con la ayuda de Dios. Ezequías en este momento es representado, grandioso y orgulloso y muestra las riquezas de su reino al otro rey. Esta representación tiene una dualidad en el mensaje, puesto que muestra un valor religioso, mientras que a la vez hace referencia a lo importante que es tener humildad. También destaca la debilidad humana ante la constante búsqueda de poder y riquezas. Esta obra, por lo tanto, anima al receptor a reflexionar sobre los errores de la naturaleza de los mismos seres humanos y da paso a reflexionar sobre los valores de carácter espiritual que este pasaje representa. 
La escena es bastante detallista, de forma que captura el momento dramático caracterizado por las expresiones de los personajes. La corte del rey demuestra gran lujo, y se ve cómo los visitantes admiran el poder adquisitivo del rey boquiabiertos. Los detalles en el fondo y en la vestimenta complementan la escena, transmitiendo una atmósfera de riqueza y grandilocuencia.